# Evolució dels sirenis

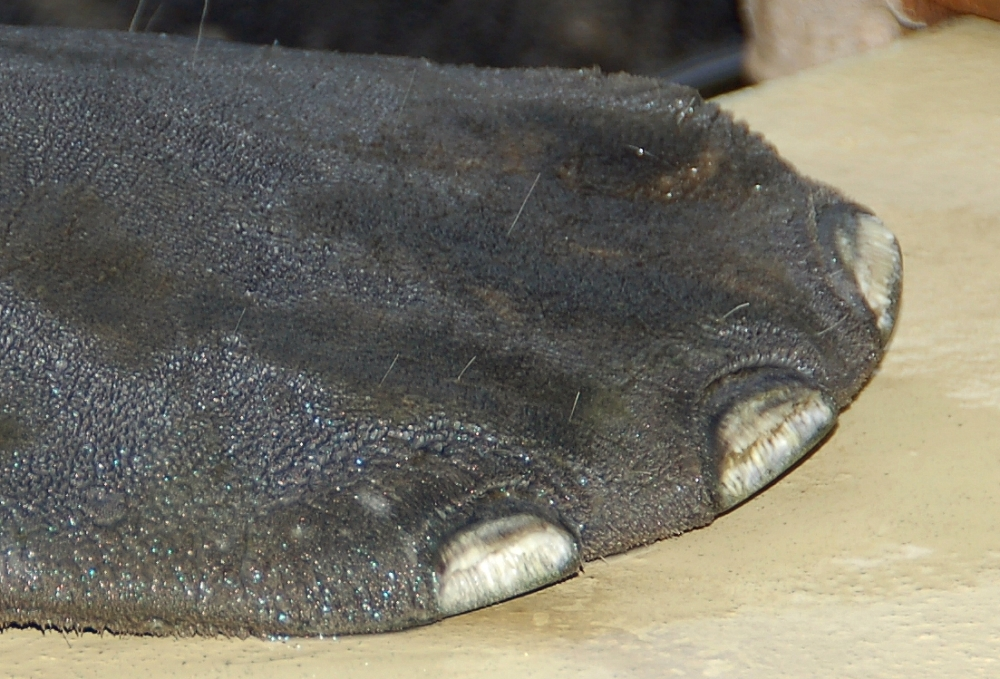
Peu d'un manatí. Es creu que els manatís comparteixen els mateixos ancestres que els elefants

Sirenia és l'ordre dels mamífers placentaris que comprèn les modernes "vaques marines" (manatíes i els dugongs) i els seus parents extints. Són els únics herbívors mamífers marins existents i l'únic grup de mamífers herbívors que s'han tornat completament aquàtics. Es creu que els sirenis tenen un registre fòssil de 50 milions d'anys (Eocè primerenc – recent). Van aconseguir una diversitat modesta durant l'Oligocè i el Miocè, però des de llavors han disminuït com a resultat del refredament climàtic, els canvis oceanogràfics i la interferència humana. Dos gèneres i existeixen quatre espècies: Trichechus, que inclou les tres espècies de manatí que viuen al llarg de les costes de l'Atlàntic i als rius i costes d'Amèrica i occidental, Àfrica i Dugongo, que es troba als oceans Índic i Pacífic.

## Orígens

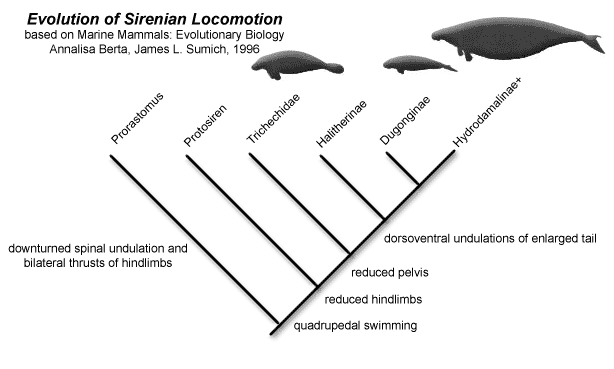
Cladograma amb l'evolució dels Sirenis, basat a Berta i Sumich, 1999.

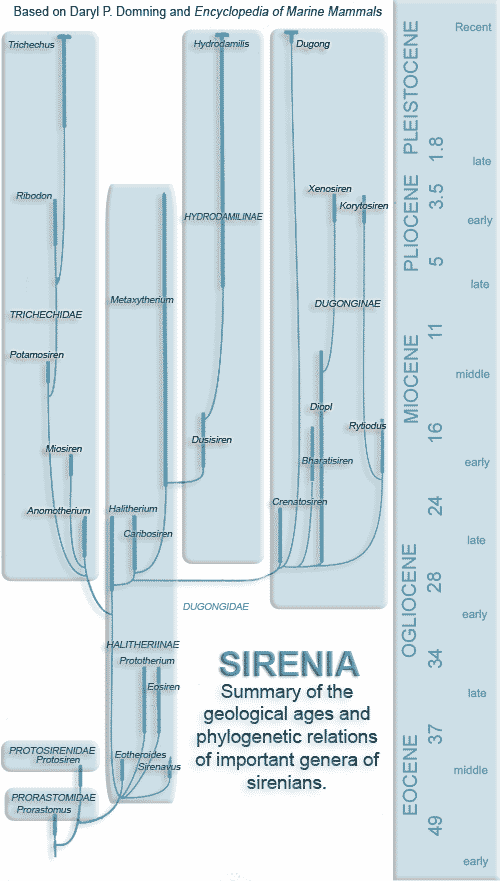
Filograma amb l'evolution dels Sirenia, basat en Daryl P. Domning i Encyclopedia of Marine Mammals.

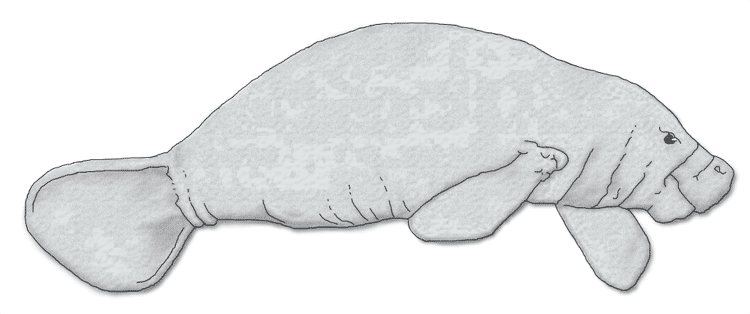
Manatí de l'Amazones

Els sirenis, juntament amb els Proboscidea (elefants), s'agrupen amb els extints Desmostylia i probablement amb els extints Embrithopoda per formar els Tethytheria. Es creu que Tethytheria va evolucionar a partir de mamífers ungulats primitius (condylarths) al llarg de les costes de l'antic Oceà de Tetis.
Tethytheria, combinada amb Hyracoidea (damans), forma un clade anomenat Paenungulata. Paenungulata i Tethytheria (especialment aquest darrer) es troben entre els clades de mamífers menys controvertits, amb un fort suport d'interpretacions morfològiques i moleculars. L'ascendència de Sirenia és remota de la de Cetacea i Pinnipedia, encara que es creu que van desenvolupar un estil de vida aquàtic aproximadament al mateix temps.

## Registre fòssil

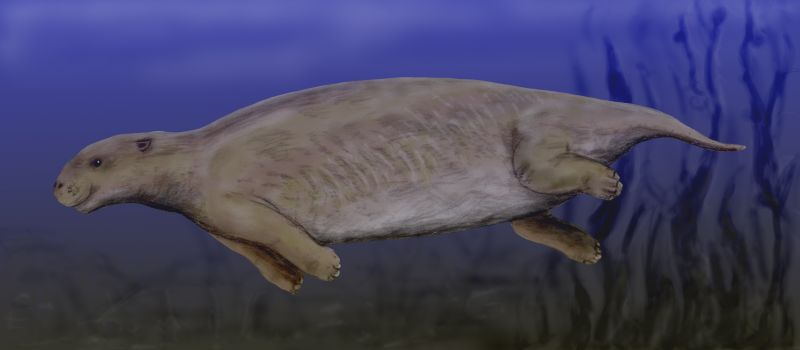
Prorastomus, un sireni primitiu de l'Eocè

La primera aparició de sirenis al registre fòssil va ser durant l'Eocè primerenc, i cap a finals de l'Eocè, els sirenis s'havien diversificat significativament. Habitants de rius, estuaris i aigües marines properes a la costa, van poder propagar-se ràpidament. El sireni més primitiu conegut fins ara, Prorastomus, es va trobar a Jamaica, no al Vell Món.
El primer sireni quadrúpede conegut va ser Pezosiren de principis de l'Eocè.
Les primeres vaques marines conegudes, de les famílies Prorastomidae i Protosirenidae, es limiten a l'Eocè i eren criatures amfíbies de quatre potes, aproximadament de la grandària d'un porc. Quan l'Eocè va arribar a la seva fi, va aparèixer la Dugongidae ; Els sirenis havien adquirit el seu familiar cos aerodinàmic totalment aquàtic amb potes davanteres en forma d'aletes sense extremitats del darrere, una cua poderosa amb una aleta cabal horitzontal, amb moviments cap amunt i cap avall que els mouen a través de l'aigua, com els cetacis.
A Europa Occidental s'han trobat les primeres i més antigues restes de sirenis en un nou jaciment paleontològic, a Santa Brígida, Amer (La Selva) prop d'una antiga pedrera de pedra calcària amb nummulites, aquestes restes estan datades de l'SBZ 15, en anglès Shallow bentic zone 15.

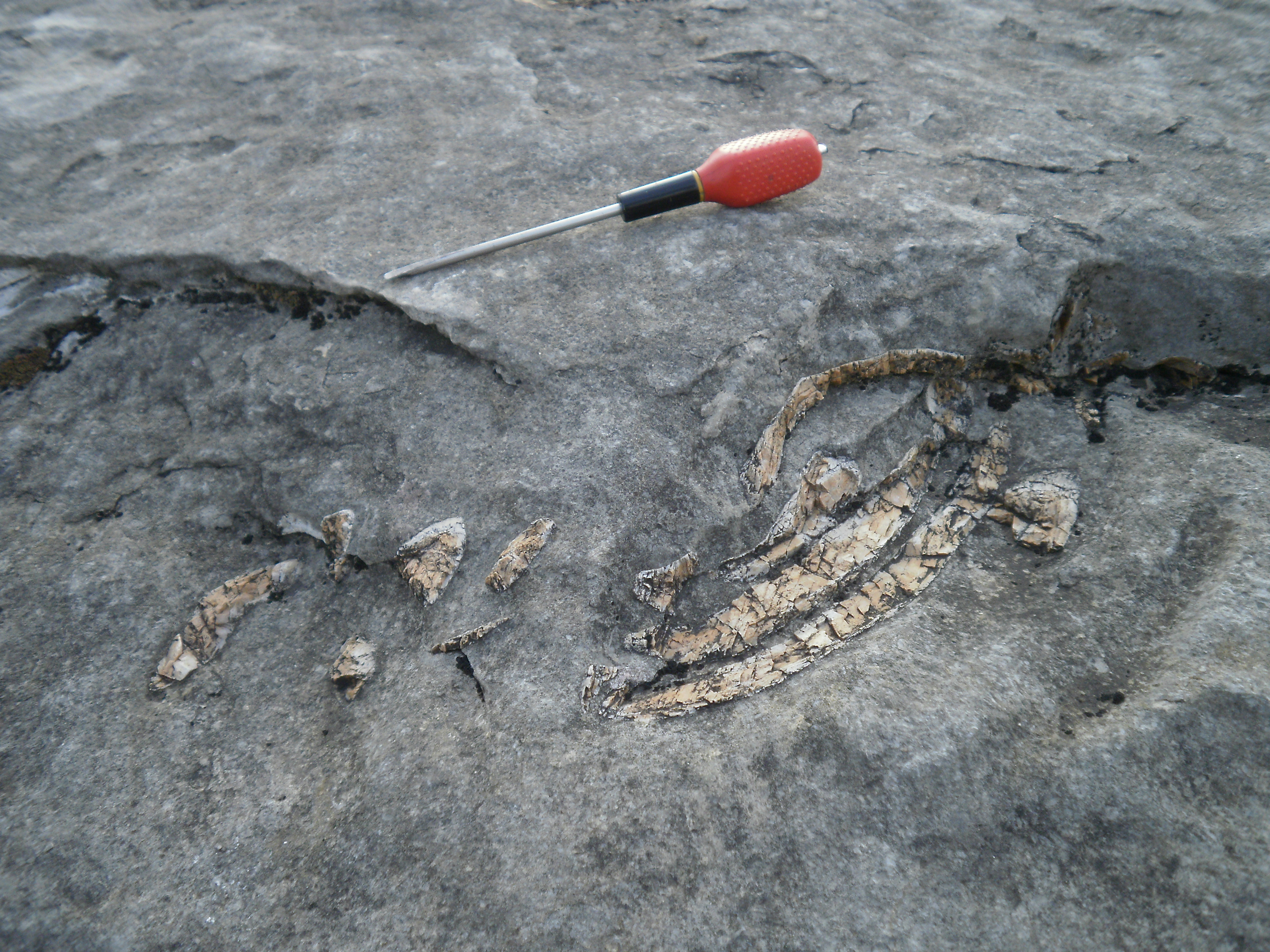
Restes fossils del Sireni de Santa Brígida, Amer (Girona). Situats a les coordenades UTM 31N, dàtum ETRS89: E(X) 467.767/N(Y) 4.652.171/H(Z) 450 metres.

Es creu que l'última de les famílies de sirenis a aparèixer, Trichechidae, es va originar a partir dels primers dugòngids a finals de l'Eocè o principis de l'Oligocè. El registre fòssil actual documenta algunes etapes importants en la reducció de les extremitats posteriors i la pelvis, extremitats posteriors ben desenvolupades unides a un sacre (Prorastomidae), extremitats posteriors ben desenvolupades sense el sacre adequat (Protosirenidae) i extremitats innominades reduïdes amb extremitats posteriors reduïdes o absents (Dugongidae i Trichechidae).
Des que els sirenis van evolucionar per primera vegada, han estat herbívors, probablement depenent de pastures marins i angiospermes aquàtiques (plantes amb flors) per alimentar-se. Fins al present, gairebé tots han seguit sent consumidors tropicals (amb la notable excepció de la vaca marina de Steller ), marins i angiospermes. Les vaques marines són bussejadors d'aigües poc profundes i amb grans pulmons. Tenen esquelets pesants que els ajuden a romandre submergits; els ossos són paquiostòtics (inflats) i osteoscleròtics (densos), especialment les costelles, que sovint es troben com a fòssils.
Els sirenis de l'Eocè, com els mamífers Mesozoics, però a diferència d'altres Cenozoics, tenen cinc premolars en lloc de quatre, cosa que els dona una fórmula dental 3.1.5.3. Encara es debat si aquesta condició és realment una retenció primitiva als sirenis.
Encara que es confia en les dents de les galtes per identificar espècies en altres mamífers, no varien en un grau significatiu entre els sirenis en la seva morfologia, però gairebé sempre tenen una copa baixa (braquiodont) amb dues files de cúspides grans i arrodonides (bunobilofodont) . Les parts més fàcilment identificables dels esquelets dels sirenis són el crani i la mandíbula, especialment el frontal i altres ossos del crani. Amb l'excepció d'un parell de primers incisius superiors en forma de ullals presents a la majoria de les espècies, les dents frontals (incisives i canines) falten en totes, excepte en els primers sirenis.